# Marina Karpoenina
Marina Germanovna Karpoenina (Russisch: Марина Германовна Карпунина) (Moskou, 21 maart 1984) is een Russische basketbalspeelster die uitkwam voor het nationale team van Rusland.

## Carrière
In 2004 begon ze haar carrière bij Spartak Oblast Moskou Vidnoje in Rusland. Ze heeft als enige speelster alle grote successen van de club meegemaakt. Ze won vier keer de EuroLeague Women en één keer de EuroCup Women. Twee keer werd ze Landskampioen van Rusland in 2007 en 2008 en ze won ook nog de FIBA Europe SuperCup Women in 2009. Karpoenina kreeg de onderscheiding Meester in de sport van Rusland en de Medaille voor het dienen van het Moederland. Karpoenina miste het seizoen 2010/11 vanwege een ernstige knieblessure. In 2013 verliet ze Sparta&K en ging spelen voor Spartak Noginsk. In 2022 stopte ze basketbal.

## Erelijst
- Landskampioen Rusland: 2
  - Winnaar: 2007, 2008
  - Tweede: 2009, 2010
- Bekerwinnaar Rusland:
  - Runner-up: 2009, 2010
- EuroLeague Women: 4
  - Winnaar: 2007, 2008, 2009, 2010
- EuroCup Women: 1
  - Winnaar: 2006
  - Runner-up: 2000, 2006
- FIBA Europe SuperCup Women: 1
  - Winnaar: 2009
- Olympische Spelen:
  - Brons: 2008
- Europees Kampioenschap: 1
  - Goud: 2007
  - Zilver: 2005, 2009